# Joseph F. Biroc
Joseph Francis Biroc est un directeur de la photographie américain né le 12 février 1903 à New York et mort le 7 septembre 1996 à Woodland Hills (Los Angeles).

## Filmographie partielle
- 1929 : Le Forban (The Rescue) de Herbert Brenon
- 1937 : L'Entreprenant M.. Petrov (Shall We Dance)
- 1946 : La vie est belle (It's a Wonderful Life)
- 1947 : La Cité magique (Magic Town) de William A. Wellman
- 1948 : La Folle enquête (On Our Merry Way), de King Vidor et Leslie Fenton
- 1949 : My Dear Secretary
- 1949 : Roughshod (en)
- 1949 : L'Homme de main (Johnny Allegro)
- 1949 : Mrs. Mike (it)
- 1950 : The Killer That Stalked New York
- 1951 : All That I Have
- 1951 : L'Implacable (Cry Danger)
- 1952 : La Hyène du Missouri (The Bushwhackers) de Rodney Amateau
- 1952 : Le Sadique (en) (Without Warning!)
- 1952 : La Planète rouge (Red Planet Mars) de Harry Horner
- 1952 : Les requins font la loi (en) (Loan Shark) de Seymour Friedman
- 1952 : Bwana le diable (Bwana Devil) d'Arch Oboler
- 1953 : The Twonky (en)
- 1953 : Les Démons du Texas (The Tall Texan)
- 1953 : Les Frontières de la vie (The Glass Wall)
- 1953 : Investigation criminelle (Vice Squad)
- 1953 : Donovan's Brain
- 1953 : Les Révoltés de la Claire-Louise (Appointment in Honduras)
- 1954 : Riders to the Stars (en) de Richard Carlson
- 1954 : L'Assassin parmi eux (Down Three Dark Streets)
- 1954 : The Steel Cage
- 1955 : Bengazi (en)
- 1956 : Ghost Town (en)
- 1956 : Nightmare
- 1956 : Tension à Rock City (Tension at Table Rock)
- 1956 : The Black Whip
- 1957 : Racket dans la couture (The Garment Jungle)
- 1957 : La Chevauchée du retour (The Ride Back) d'Allen H. Miner
- 1957 : Porte de Chine (China Gate), de Samuel Fuller
- 1957 : Le Jugement des flèches (Run of the Arrow)
- 1957 : The Unknown Terror (en)
- 1957 : Quarante tueurs (Forty Guns)
- 1957 : Le Fantastique Homme colosse (The Amazing Colossal Man)
- 1958 : Underwater Warrior (en)
- 1958 : Retour avant la nuit (Home Before Dark)
- 1958 : Born Reckless
- 1959 : Ordres secrets aux espions nazis (Verboten!)
- 1959 : Le Masque (The Bat), de Crane Wilbur
- 1959 : La police fédérale enquête (The FBI Story)
- 1960 : Les Aventuriers (Ice Palace)
- 1960 : 13 Fantômes (13 Ghosts) de William Castle
- 1961 : Le Trésor des sept collines (Gold of the Seven Saints)
- 1961 : Operation Eichmann (pl)
- 1961 : Le Diable à 4 heures (The Devil at 4 O'Clock)
- 1961 : Sail a Crooked Ship (en)
- 1962 : La Vie privée d'Hitler (Hitler)
- 1962 : Les Confessions d'un mangeur d'opium (Confessions of an Opium Eater)
- 1962 : Convicts 4
- 1963 : Bye Bye Birdie
- 1963 : Le Tumulte
- 1963 : Promises! Promises!
- 1963 : Oui ou non avant le mariage ? (Under the Yum Yum Tree) de David Swift
- 1963 : Duel au Colorado (Gunfight at Comanche Creek) de Frank McDonald
- 1964 : To Trap a Spy (en)
- 1964 : L'Amour en quatrième vitesse (Viva Las Vegas)
- 1964 : La Patrouille de la violence (Bullet for a Badman)
- 1964 : Ride the Wild Surf
- 1964 : La Chatte au fouet (:en:Kitten with a Whip)
- 1964 : The Young Lovers
- 1964 : Chut... chut, chère Charlotte (Hush...Hush, Sweet Charlotte) de Robert Aldrich
- 1965 : Tuer n'est pas jouer (I Saw What You Did)
- 1965 : Le Vol du Phénix (The Flight of the Phoenix)
- 1966 : Les Russes arrivent (The Russians Are Coming the Russians Are Coming)
- 1966 : Une fille du tonnerre (The Swinger) de George Sidney
- 1967 : La Nuit des assassins (Warning Shot)
- 1967 : Enter Laughing (en)
- 1967 : Who's Minding the Mint? (en)
- 1967 : Tony Rome est dangereux (Tony Rome)
- 1967 : Fitzwilly (en)
- 1968 : Le Détective (The Detective)
- 1968 : Le Démon des femmes (The Legend of Lylah Clare)
- 1968 : La Femme en ciment (Lady in Cement)
- 1968 : Faut-il tuer Sister George ? (The Killing of Sister George)
- 1969 : The Greatest Mother of Them All
- 1969 : Qu'est-il arrivé à tante Alice ? (What Ever Happened to Aunt Alice?)
- 1970 : Trop tard pour les héros (Too Late the Hero)
- 1971 : Mrs. Pollifax-Spy (en)
- 1971 : Les Évadés de la planète des singes (Escape from the Planet of the Apes)
- 1971 : Pas d'orchidées pour miss Blandish (The Grissom Gang)
- 1971 : The Organization
- 1972 : Fureur apache (Ulzana's Raid)
- 1973 : L'Empereur du Nord (Emperor of the North Pole)
- 1973 : Les Cordes de la potence (Cahill U.S. Marshal)
- 1973 : Superman
- 1974 : Le shérif est en prison (Blazing Saddles)
- 1974 : Plein la gueule (The Longest Yard)
- 1974 : Shanks
- 1974 : Honky Tonk de Don Taylor (téléfilm)
- 1975 : La Cité des dangers (Hustle)
- 1976 : La Duchesse et le Truand (The Duchess and the Dirtwater Fox), de Melvin Frank
- 1977 : Bande de flics (The Choirboys)
- 1978 : Les Quatre Filles du docteur March (Little Women) (TV)
- 1979 : Le Dernier Secret du Poseidon (Beyond the Poseidon Adventure)
- 1980 : Y a-t-il un pilote dans l'avion ? (Airplane!)
- 1981 : Deux Filles au tapis (...All the Marbles) de Robert Aldrich
- 1982 : Hammett de Wim Wenders
- 1982 : Y a-t-il enfin un pilote dans l'avion ? (Airplane II: The Sequel)
- 1986 : Au-dessus de la loi (Outrage!) (TV)